# Fosfordamm
Fosfordamm ,fångdamm, är en damm som samlar upp fosfor. Syftet med en fosfordamm är att fånga upp den fosfor och de partiklar som transporterats från jordbruksmark till diken och små vattendrag innan den transporteras vidare till större vattendrag och sjöar. Dels för att förhindra övergödning i sjöar, åar och för Sverige, Östersjön men också för att kunna ta vara på fosforläckaget, samla upp det och sedan kunna föra tillbaka fosforn till åkrarna. 

## Utformning
En fosfordamm ska ha två olika delar, en djupdel och grundare vegetationsdel. Djupdelen är första delen av dammen och dess syfte är att minska vattenhastigheten så att partiklar och fosfor kan sedimentera på dammens botten. Eftersom det mesta av sedimenteringen sker nära inloppet så krävas det ett visst djup för att dammen inte ska fyllas igen för snabbt, en fosfordamm behöver ändå tömmas genomsnittligen var 5-10år beroende på hur mycket partiklar som transporteras i diket. Djupdelen ska motsvara ca ¼ av dammens totala yta och vara 1-1,5m djup.
Därpå följer vegetationsdelen som ska vara större och grundare, ¾ av dammens yta och 20–40 cm djup. Här ska det växa våtmarksväxter som kan binda sedimentet, de nedfallna partiklarna, till botten med sina rötter.
Dammen bör vara långsmal till formen, gärna dubbelt så lång som bred. Det är för att vattnet ska spridas jämnt över dammen och hela dammens yta utnyttjas. En långsmal damm tar ofta mindre mark i anspråk och är lättare att tömma på sediment när den har fyllts upp. Hur stor den ska vara beror på tillrinningsområdet men den bör vara ca0,1-0,4% av tillrinningsområdets yta för att vara effektiv.
Det kan behövas skydd mot erosion i vissa delar av dammen för att fosfor inte ska sköljas med igen, speciellt vid in- och utlopp. Det kan man göra genom att lägga dit exempelvis stenar eller geotextil och för att skydda kanterna från erosion bör de höst ha en lutning på 1:3 och de ska gärna vara gräsbeväxta.

## Placering och anläggning
Fosfordammar ska placeras så att de samlar upp vatten från ett avrinningsområde, till exempel efter dränageledningsmynning  eller vid öppna diken. För att bli så effektiva som möjligt bör dammarna placeras där det är höga fosforkoncentrationer i vattnet och det är viktigt att tillrinningsområdet domineras av jordbruk- och betesmark. Det innebär att de bör placeras långt upp i tillrinningsområdet och nära de områden som läcker mycket fosfor.  
En fosfordamm kan placeras längs och i det öppna dike som man vill rena eller grävas vid sidan av men då får man leda in att dikesvatten till dammen. Om dammen går att gräva som en breddning av det befintliga diket så brukar det innebära en lägre kostnad och mindre grävarbete. 
Ska fosfordammen anläggas på jordbruksmark är det viktigt att ta bort matjorden först, eftersom den innehåller mycket näring och fosfor som kan frigöras om den skulle bli botten på dammen och då vattenmättas. Matjorden kan istället användas för att till exempel höja låglänt mark i närheten.  
Anläggningen av en fosfordamm sker enklast när det är låg vattenföring, vilket brukar vara sommar eller vinter. Plantering av växter i vegetationsdelen bör ske så snart som möjligt därefter för att få bästa rening och förhindra erosion i dammen.

## Stöd för anläggning av fosfordamm
I Sverige är det möjligt söka stöd för anläggning av en fosfordamm och ersättningen kan uppgå till 90% av anläggningskostnaderna. Det är dammens yta som stödet baseras på och i nuläget är det max 300 000kr/ha .

## Avskiljningsförmåga
Den första fosfordammen i Sverige anlades 2009 av Sveriges Lantbruksuniversitet vid Bornsjön som en del i ett forskningsprojekt, men i Norge har fosfordammar anlagts sedan 1990. Över 700 dammar har anlagts och beviljats stöd där.
Hur mycket fosfor som en fosfordamm kan samla upp varierar med förutsättningarna från damm till damm och mellan olika år. De i Norge mest undersökta dammarna har visat på att i genomsnitt fångades 25-45% av den belastande fosforn upp och 45-70% av jordpartiklarna sedimenterades. Resultat från de norska dammarna visade även en kväveavskiljning på 5-15%. Det som har visat sig ha störst påverkan på dammarnas retentionen har varit hur stora fosforförlusterna är i området, dammarnas placering och dammarnas storlek i förhållande till avrinningsområdet. 
Norge har högre fosforbelastning än Sverige till följd av att de generellt har högre avrinning, mer kuperad terräng vilket kan ge mer erosion och dessutom andra jordarter. 